# Ширина језера
Ширина језера може бити максимална и просечна. Максимална ширина језера је највеће растојање између супротних обала мерено под правим углом у односу на осу дужине. Обележава се са Bmax. Просечна ширина се обележава са Bsr, а израчунава се на тај начин што се површина језера (F у km²) дели са дужином језера (у L km²). Математички представљен образац је:
Bsr = F : L